# Des Asmussen
Des Asmussen (egl. Andreas Asmussen; født 17. juli 1913, død 24. maj 2004) var en dansk tegner. Han er kendt for talrige illustrationer og var bror til Svend Asmussen.